# Briefmarken-Jahrgang 1975 der Deutschen Bundespost
Der Briefmarken-Jahrgang 1975 der Deutschen Bundespost umfasste 35 Sondermarken, davon waren drei Briefmarken nur als Briefmarkenblock erhältlich. Dazu kamen 14 Werte der neuen Dauermarkenserie Industrie und Technik, diese erschienen am gleichen Tag auch mit der Aufschrift „Deutsche Bundespost Berlin“.
Alle seit dem 1. Januar 1969 ausgegebenen Briefmarken waren unbeschränkt frankaturgültig, es gab kein Ablaufdatum wie in den vorhergehenden Jahren mehr. Durch die Einführung des Euro als europäische Gemeinschaftswährung zum 1. Januar 2002 wurde diese Regelung hinfällig. Die Briefmarken dieses Jahrganges konnten allerdings bis zum 30. Juni 2002 genutzt werden. Ein Umtausch war noch bis zum 30. September in den Filialen der Deutschen Post möglich, danach bis zum 30. Juni 2003 zentral in der Niederlassung Philatelie der Deutschen Post AG in Frankfurt.
Erneut gab die Deutsche Bundespost eine Jahreszusammenstellung in nun 29.500 Stück von allen Sonderpostwertzeichen des Jahres unter Einschluss der Berliner Ausgaben aus. Der im A5-Format im Plasteschuber zum Preis von 45 DM ausgelieferten Zusammenstellung war ein Schwarzdruck (Mi. 876) beigegeben. Neben den umfänglich kommentierten, postfrisch in Klemmtaschen eingelegten Marken und Blocks war der jeweilige Sonderstempel abgedruckt.

## Liste der Ausgaben und Motive
Legende
- Bild: Eine bearbeitete Abbildung der genannten Marke. Das Verhältnis der Größe der Briefmarken zueinander ist in diesem Artikel annähernd maßstabsgerecht dargestellt. Sollten keine Marken abgebildet sein, liegt es daran, dass das Urheberrecht des Künstlers noch nicht erloschen ist.
- Beschreibung: Eine Kurzbeschreibung des Motivs und/oder des Ausgabegrundes. Bei ausgegebenen Serien oder Blocks werden die zusammengehörigen Beschreibungen mit einer Markierung versehen eingerückt.
- Wert: Der Frankaturwert der einzelnen Marke in Pfennig. Ein „+“ bedeutet, dass es sich um eine Zuschlagsmarke handelt (= Frankaturwert + Spende).
- Ausgabedatum: Das Datum des erstmaligen Verkaufs dieser Briefmarke.
- Auflage: Soweit bekannt, wird hier die zum Verkauf angebotene Anzahl dieser Ausgabe angegeben.
- Entwurf: Soweit bekannt, wird hier angegeben, von wem der Entwurf dieser Marke stammt.
- Mi.-Nr.: Diese Briefmarke wird im Michel-Katalog unter der entsprechenden Nummer gelistet.

| Sondermarken | |                  |                       |               |                              |              |
| Bild         | Beschreibung                                                                                                  | Werte in Pfennig | Ausgabe- datum (1975) | Auflage       | Entwurf                      | MiNr.        |
|              | Bedeutende deutsche Frauen - Annette Kolb (1870–1967), Schriftstellerin                                       | 30               | 15. Januar            | 20.000.000    | Gerd Aretz                   | 826          |
|              | - Ricarda Huch (1864–1947), Dichterin, Philosophin und Historikerin                                           | 40               | 15. Januar            | 31.800.000    | Gerd Aretz                   | 827          |
|              | - Else Lasker-Schüler (1869–1945), Dichterin                                                                  | 50               | 15. Januar            | 31.150.000    | Gerd Aretz                   | 828          |
|              | - Gertrud von Le Fort (1876–1971), Schriftstellerin                                                           | 70               | 15. Januar            | 22.200.000    | Gerd Aretz                   | 829          |
|              | 100. Geburtstag von Albert Schweitzer (1875–1965) Theologe, Orgelkünstler, Musikforscher, Philosoph und Arzt  | 70               | 15. Januar            | 22.250.000    | Fritz Busse                  | 830          |
|              | 25 Jahre Müttergenesungswerk Zwei Mütter mit Kind und stilisierter Blume, dem Emblem des Müttergenesungswerks | 50               | 15. Januar            | 30.900.000    | Heide Hölzing                | 831          |
|              | 100. Geburtstag von Hans Böckler (1875–1951) Politiker und Gewerkschaftsfunktionär                            | 40               | 14. Februar           | 32.450.000    | Fritz Busse                  | 832          |
|              | 500. Geburtstag von Michelangelo (1475–1564) Maler, Bildhauer, Architekt und Dichter                          | 70               | 14. Februar           | 8.300.000     | Fritz Fischer                | 833          |
|              | Heiliges Jahr Grundriss des Petersdoms in Rom                                                                 | 50               | 14. Februar           | 31.000.000    | Holger Börnsen               | 834          |
|              | Eishockey-Weltmeisterschaft 1975 Ausgetragen in München und Düsseldorf                                        | 50               | 14. Februar           | 31.000.000    | Erwin Poell                  | 835          |
|              | Für die Jugend, Lokomotiven - Diesellokomotive DB-Baureihe 218                                                | 30+15            | 15. April             | 5.634.000     | Heinz Schillinger            | 836          |
|              | - Elektrolokomotive DB-Baureihe 103                                                                           | 40+20            | 15. April             | 5.685.000     | Heinz Schillinger            | 837          |
|              | - Triebwagen DB-Baureihe 403                                                                                  | 50+25            | 15. April             | 5.755.000     | Heinz Schillinger            | 838          |
|              | - Magnetschwebebahn Transrapid                                                                                | 70+35            | 15. April             | 5.483.000     | Heinz Schillinger            | 839          |
|              | Europamarken, Gemälde - Oskar Schlemmer, Konzentrische Gruppe                                                 | 40               | 15. April             | 50.000.000    | Bruno K. Wiese               | 840          |
|              | - Oskar Schlemmer, Bauhaustreppe                                                                              | 50               | 15. April             | 68.900.000    | Bruno K. Wiese               | 841          |
|              | 100. Todestag von Eduard Mörike (1804–1875) Lyriker, Erzähler, Übersetzer und evangelischer Pfarrer           | 40               | 15. Mai               | 30.50.000     | Günter Jacki                 | 842          |
|              | 500. Jahrestag der Belagerung von Neuss durch Karl den Kühnen Holzschnitt von 1477 der Belagerung von „Nuis“  | 50               | 15. Mai               | 32.000.000    | Carl Keidel                  | 843          |
|              | 500 Jahre Landshuter Hochzeit von 1475 Ritter beim Lanzenstechen                                              | 50               | 15. Mai               | 32.700.000    | Beat Knoblauch               | 844          |
|              | 1000 Jahre Mainzer Dom                                                                                        | 40               | 15. Mai               | 31.350.000    | Otto Rohse                   | 845          |
|              | Europäisches Denkmalschutzjahr - Alsfeld, Hauptmarkt und Rathaus                                              | 50               | 15. Juli              | 19.600.000    | Otto Rohse                   | 860          |
|              | - Rothenburg ob der Tauber, Siebersturm, Plönlein und Kobolzeller Tor                                         | 50               | 15. Juli              | 21.150.000    | Otto Rohse                   | 861          |
|              | - Trier, Steipe                                                                                               | 50               | 15. Juli              | 18.800.000    | Otto Rohse                   | 862          |
|              | - Xanten, Stadtansicht                                                                                        | 50               | 15. Juli              | 20.450.000    | Otto Rohse                   | 863          |
|              | Kampf dem Drogenmissbrauch 3 Stufen der Abhängigkeitssteigerung                                               | 40               | 14. August            | 31.700.000    | Klaus-Peter Spreen           | 864          |
|              | 100. Geburtstag von Matthias Erzberger (1875–1921) Schriftsteller und Politiker                               | 50               | 14. August            | 31.700.000    | Fritz Busse                  | 865          |
|              | Tag der Briefmarke - Posthausschild Königlich Preußische Posthalterei von 1776                                | 10               | 14. August            | 31.486.000    | Heinz Schillinger            | 866          |
|              | Wohlfahrtsmarken: Alpenblumen - Edelweiß, Leontopodium alpinum                                                | 30+15            | 15. Oktober           | 9.449.000     | Heinz Schillinger            | 867          |
|              | - Trollblume, Trollius europaeus                                                                              | 40+20            | 15. Oktober           | 10.987.000    | Heinz Schillinger            | 868          |
|              | - Rostblättrige Alpenrose, Rhododendron ferrugineum                                                           | 50+25            | 15. Oktober           | 14.927.000    | Heinz Schillinger            | 869          |
|              | - Gewöhnliche Kuhschelle, Pulsatilla vulgaris                                                                 | 70+35            | 15. Oktober           | 6.964.000     | Heinz Schillinger            | 870          |
|              | Briefmarkenblock – Deutsche Friedensnobelpreisträger - Gustav Stresemann, (1878–1929)                         | 50               | 14. November          | 12.330.000    | Bruno K. Wiese               | Block 11 871 |
|              | - Ludwig Quidde, (1858–1941)                                                                                  | 50               | 14. November          | 12.330.000    | Bruno K. Wiese               | 872          |
|              | - Carl von Ossietzky, (1889–1938)                                                                             | 50               | 14. November          | 12.330.000    | Bruno K. Wiese               | 873          |
|              | Weihnachtsmarke - Schnee- oder Christrose, Helleborus niger                                                   | 40+20            | 14. November          | 8.304.000     | Heinz Schillinger            | 874          |
| Dauermarken  | |                  |                       |               |                              |              |
| Bild         | Beschreibung                                                                                                  | Werte in Pfennig | Ausgabe- datum (1975) | Auflage       | Entwurf                      | MiNr.        |
|              | Dauermarkenserie: Industrie und Technik - Nachrichtensatellit (Symphonie)                                     | 5                | 14. November          | 57.600.000    | Beat Knoblauch und Paul Beer | 846          |
|              | - Nahverkehrstriebzug ET 420/421                                                                              | 10               | 14. August            | 2.170.000.000 | Beat Knoblauch und Paul Beer | 847          |
|              | - Leuchtturm Alte Weser                                                                                       | 20               | 17. Februar 1976      | 903.000.000   | Beat Knoblauch und Paul Beer | 848          |
|              | - Rettungshubschrauber (Bölkow Bo 105)                                                                        | 30               | 14. August            | 1.055.000.000 | Beat Knoblauch und Paul Beer | 849          |
|              | - Weltraumlabor Spacelab im Space Shuttle                                                                     | 40               | 15. Mai               | 2.132.000.000 | Beat Knoblauch und Paul Beer | 850          |
|              | - Erdfunkstelle Raisting                                                                                      | 50               | 15. Mai               | 4.315.000.000 | Beat Knoblauch und Paul Beer | 851          |
|              | - Schiffbau                                                                                                   | 70               | 14. August            | 505.000.000   | Beat Knoblauch und Paul Beer | 852          |
|              | - Traktor (Massey Ferguson MF 1200)                                                                           | 80               | 15. Oktober           | 3.190.000.000 | Beat Knoblauch und Paul Beer | 853          |
|              | - Braunkohlebagger                                                                                            | 100              | 15. Mai               | 1.070.000.000 | Beat Knoblauch und Paul Beer | 854          |
|              | - Anlage zur Styrolherstellung                                                                                | 120              | 15. Oktober           | 117.000.000   | Beat Knoblauch und Paul Beer | 855          |
|              | - Heizkraftwerk Berlin-Lichterfelde                                                                           | 140              | 14. November          | 196.000.000   | Beat Knoblauch und Paul Beer | 856          |
|              | - Hochofen Rheinhausen                                                                                        | 160              | 15. Oktober           | 70.000.000    | Beat Knoblauch und Paul Beer | 857          |
|              | - Bohrinsel                                                                                                   | 200              | 14. November          | 374.000.000   | Beat Knoblauch und Paul Beer | 858          |
|              | - Radioteleskop Effelsberg                                                                                    | 500              | 17. Februar 1976      | 143.000.000   | Beat Knoblauch und Paul Beer | 859          |